# 新界區專線小巴801線
新界區專線小巴801線是一條已取消的小巴路線，由馬亞木旗下的明裕運輸營運，行走耀安及火炭（長瀝尾街）之間，是馬鞍山新市鎮首條專線小巴路線，主要方便往來火炭工業區上班的馬鞍山居民。
由於本線是馬鞍山唯一直接往來火炭工業區的公共交通服務，繁忙時間需求甚大。因此運輸署批出居民巴士NR828線（只在平日繁忙時間行駛，例假日全日不提供服務。已於2017年4月起停駛），走線根本路線大同小異（來往頌安邨至火炭長瀝尾街），收費根本路線完全一樣，以協助小巴營運商疏導此路線的乘客。

## 簡介及歷史
- 1991年12月9日：此路線正式投入服務，為馬鞍山新市鎮首條專線小巴路線，當時收費為港幣5元。[3]
- 2001年3月：因本路線客量於上班和下班時段非常高，運輸署於2001年3月特別批出香港居民巴士NR828線予營辦商，以便派出載客量更高的巴士行走。
- 2011年11月20日：調整收費，全程車費由$7.5加至$8.2，分段收費由$4.3加至$4.7。
- 2014年8月4日：取消晚上服務，並調整班次。[4]
- 香港居民巴士NR828線表面上只是有限度停站，但實質上停站和本路線一樣[5]，故營運商於2017年4月1日把香港居民巴士NR828線取消服務，由本路線平日上午繁忙時間（0700-0830）增設頌安邨每30分鐘一班開出往火炭的特別班次，並全日繞經頌安邨，以填補NR828停辦後的服務空缺。[6]
- 2020年9月21日：因虧損嚴重而取消服務，並由興銳開辦新路線811B取代。[7]

## 服務時間及班次
星期一至五
- 06:15-09:45：15分鐘
- 09:45-16:00：20分鐘
- 16:00-19:30：15分鐘

星期一至五（星期六及公眾假期除外）07:00-10:00及16:00-19:00來回程所有班次不經錦豐苑停車場內（即頌安總站）。
星期六
- 06:15-14:00：15分鐘
- 14:00-19:30：30分鐘

紅假期
- 06:30-19:30：30分鐘

特別班次
- 星期一至五，頌安邨單向往火炭，固定4班車：07:00、07:30、08:00、08:30
- 星期六、日及公眾假期不提供服務

## 收費
- 全程收費：$10.3
  - 耀安邨往錦鞍苑：$3.6
  - 耀安邨往濱景花園：$7.0
  - 大水坑站往火炭：$7.0
  - 沙田漁民新村往火炭：$5.9
  - 火炭站往火炭：$3.6

## 行車路線
往火炭（長瀝尾街）方向：
- 途經：恆康街、頌安邨通道、西沙路、恆輝街、恆耀街、恆輝街、西沙路、恆德街、亞公角街、大涌橋路、火炭路（翠榕橋）、火炭路、樂景街、樂信徑、樂蓮徑、樂林路、松頭下路、桂地街及長瀝尾街。

往耀安方向：
- 途經：長瀝尾街、穗禾路、火炭路、松頭下路、樂林路、樂信徑、樂景街、火炭路、火炭路（翠榕橋）、大涌橋路、亞公角街、恆德街、西沙路、頌安邨通道及恆康街。

星期一至五（星期六及公眾假期除外）07:00-10:00及16:00-19:00所有班次駛經頌安邨通道（即頌安總站）。

## 外部連結
- 運輸署官方網站：新界專綫小巴801線 （页面存档备份，存于）
- i-busnet.com：新界專綫小巴801線 （页面存档备份，存于）
- 小巴薈：新界區專線小巴801線 （页面存档备份，存于）
- 681巴士總站：新界區專線小巴801線 （页面存档备份，存于）